# Tabanus fuscomarginatus
Tabanus fuscomarginatus är en tvåvingeart som beskrevs av Ricardo 1908. Tabanus fuscomarginatus ingår i släktet Tabanus och familjen bromsar.
Artens utbredningsområde är Kongo. Inga underarter finns listade i Catalogue of Life.